# ビリビリさせて
『ビリビリさせて』は、1997年10月2日から1998年3月26日まで日本テレビ系列局で放送された中京テレビ製作のトークバラエティ番組。放送時間は毎週木曜 24:20 - 24:50 (JST) 、日本テレビ系全国ネットの深夜番組放送枠『ZZZ』木曜第2部の番組として放送。

## 概要
『TVじゃん!!』枠内で1年間放送されていたトーク番組『神様!!BOMB!』の後継番組で、前番組と同様にヒロミが司会を務めていた。また、前番組に出演していた一般女性たちのうちの何人かがこの番組にも出演していた。

## 出演者
- ヒロミ
- 山瀬まみ

## スタッフ
- ナレーター：榊原忠美
- 構成：田中直人、川島浩司、樋口卓治、小原信治、白川幸洋
- タイトル：少女ノ智
- キャラクター：カオルコ
- 協力：中京テレビ映像企画、中京ビデオセンター、スター、ジェイウェルカム、ニユーテレス、アンサーズ
- 美術：右高雅人（第一舞台）、道勧英樹（日本テレビアート）
- メイク：Do8
- TD：水谷和夫
- カメラ：木村光昭
- 照明：中原栄治
- 編集：常川篤
- 音声：上松健二
- 選曲：青木信之
- TK：新谷友梨
- スタイリスト：野口強、川股千秋
- 制作協力：オン・エアー
- 演出：福田佐和子、伊藤隆基、遠藤達也、安藤茂克
- プロデューサー：風間一徳、小島美佳
- 製作著作：中京テレビ放送